# 郭雲輝
郭雲輝，台灣政治人物，中國國民黨籍。1998年起擔任四屆桃園縣桃園市新埔里里長，直到2014年敗選。期間他創立了「中華民國村里長聯誼總會」並三度擔任會長，會長任內數次赴中國大陸交流，包括會見中共中央總書記習近平、參加連習會，協助國務院臺灣事務辦公室主任張志軍訪問台灣行程等，此外數次參加海峽論壇。歷任中國國民黨黃國園黨部委員、全國村里基層建設促進會主席、中華民國村里長聯誼會榮譽總會長及政黨「基層聯盟」副主席。

## 生平
郭雲輝自1998年起投入台灣村里長選舉，此後連選連任，成為專職里長，直到2014年選舉時敗選。除了新埔里鄉里事務外，郭雲輝在里長任內還創立了中華民國村里長聯誼總會，三度擔任會長。2013年時，他作為會長受國台辦之邀訪問中國大陸，會見時任中國共產黨中央委員會總書記習近平。翌年，他先參與了連習會，而後於同年協助安排時任國臺辦主任張志軍訪問台灣的行程。
2014年，郭雲輝里長選舉失利，不在是現職里長，之後他持續從事兩岸交流及村里長事務，包括了參加2015年連習會、海峽論壇，以及參與以台灣村里長為主，爭取村里長權益的政黨「基層聯盟」的創立等等。
2023年10月，郭雲輝與桃園市國際暨兩岸教育交流發展協會理事長劉豫忠邀請30多名桃園市各地現任里長及社區發展協會理事長等基層公共事務人員，各收總額2萬元的旅費赴中國大陸福建省及河南省進行7天6夜的尋根之旅，此趟行程的食宿遊樂等費用全為國台辦支付，期間郭、劉二人及國台辦人員籲請與會人員支持具「兩岸一家親」理念的候選人，檢方認為：此舉係以招待食宿之不當利益，行賄具有投票權之人。後於2024年，桃園地檢署檢察官陳嘉義以郭雲輝涉嫌觸犯中華民國《反滲透法》第7條、《總統副總統選舉罷免法》第86條第1項，以及《公職人員選舉罷免法》第99條第1項，傳喚郭配合調查，訊後諭知以30萬元新台幣具保候傳。